# Соломянская, Лия Лазаревна
Лия Лазаревна Соломянская (по документам — Рахиль, также среди близких — Рува и Раля; 5 мая 1907, Минск — 1986, Москва) — деятель советского кинематографа, писательница, сценарист и редактор, журналист, военный корреспондент.

## Биография
Родилась в Минске в еврейской семье: отец — инженер, бундист, а после революции — большевик Лазарь Григорьевич (Лейзер Гиршевич) Соломянский (1879—1945), мать — Лия Иосифовна Соломянская (1886—1941). К 1911 году семья жила в Столбцах. В 1920-е годы Лазарь Соломянский был членом Пермского губернского комитета РКП(б) и совета пермской кооперативной биржи, в 1925 году — председателем Пермского биржевого комитета.
Выросла в Перми (где познакомилась со своим будущим мужем Аркадием Гайдаром). Была одним из учредителей первой пионерской газеты Перми «Муравей-чудодей» при городском детском клубе «Муравейник» (1920), в марте 1922 года стала одним из 7 учредителей первой школьной комсомольской организации в городе (при школе имени III Интернационала), состояла членом гордеткома и руководила оргинструкторским подотделом городской детской организации (1922). Позже была членом редколлегии пермской газеты «На смену!», работала на радио. Её старшая сестра Злата в это же время была членом актива Пермской комсомольской организации, завполитпросветом Заимского райкома РКСМ Перми.
С 1926 года — в Архангельске, 19 сентября 1929 года назначена первой заведующей радиоцентром при краевом управлении связи и редактором Архангельского краевого радиовещания. В 1928—1929 годах училась в Ленинградском институте коммунистического воспитания им. Н. К. Крупской (заочно), затем работала журналистом, редактором газет «За урожай» (при Ивнянской машинно-тракторной станции, 1934) и «Пионерская правда», редакционным работником журнала «За пищевую индустрию».
В кино — с 1935 года (сначала на «Мосфильме», затем — заведующая сценарным отделом «Союздетфильма»).
В 1938—1940 годах находилась в заключении в ИТЛ (осуждена 2 августа 1938 года как член семьи изменника родины — Соломянская была арестована вскоре после ареста своего второго мужа, журналиста И. М. Разина, срок отбывала в АЛЖИРе, освобождена 18 января 1940 года).
В годы войны — военный журналист газеты «Знамя». После войны сотрудничала в различных газетах и журналах («Юность», «Физкультура и спорт», «Техника молодёжи»). Автор книг для детей и юношества.
В середине 1960-х годов по приглашению Пермского отделения Союза журналистов СССР приезжала в Пермь для участия в первом гайдаровском вечере, проводимом в Доме журналиста и посвящённом 60-летию со дня рождения Аркадия Гайдара.
Похоронена на Ваганьковском кладбище.

## Семья

Аркадий Гайдар с женой и сыном

- Муж (в 1925—1931 годах) — детский писатель Аркадий Петрович Гайдар[13].
  - Сын — журналист, контр-адмирал Тимур Аркадьевич Гайдар[13] (был женат на дочери писателя-сказочника Павла Петровича Бажова).
    - Внук — экономист и политический деятель Егор Тимурович Гайдар (был женат на дочери писателя-фантаста Аркадия Натановича Стругацкого).
      - Правнучка — политический деятель Мария Егоровна Гайдар.
- Второй муж — секретарь Шепетовского укома РКП(б)[14], заместитель ответственного редактора журнала «Октябрь» и газеты «За пищевую индустрию» Израиль Михайлович Разин (1905—1938), расстрелян по обвинению в участии в контрреволюционной организации.
- Третий муж — тренер по фигурному катанию, спортивный журналист и педагог-методист Самсон Вольфович Глязер (1908—1984); в паре с Ларисой Новожиловой чемпион Москвы (1930), победитель Зимней спартакиады народов СССР (1948), и бронзовый призёр первенств СССР и РСФСР (1949). Его сын — экономист Лев Самсонович Глязер (1930—1985). Л. Л. Соломянская в соавторстве с С. В. Глязером (псевдоним Г. Самсонов) — авторы нескольких пособий по спортивным и познавательным играм для юношества.
- Брат — Бенциан Лазаревич Соломянский (1911, Столбцы — 1978, Тбилиси), в начале 1930-х годов комсомольский деятель в Архангельске (член Севкрайрайкома ЛКСМ), инженер, в 1933—1956 годах кадровый офицер РККА, полковник, участник Великой Отечественной войны, начальник подвижной железнодорожной автобронетанковой мастерской, затем 114-го полевого агрегатного авторемонтного завода фронта; кавалер орденов Отечественной войны II (1943) и I степеней (1944 и 1945), двух орденов Красной Звезды (1942, 1949) и ордена Красного Знамени (1954), медалей[15]; сотрудник Тбилисского медицинского института, автор изобретений в области протезирования нижних конечностей[16][17].
- Сестра — Злата Лазаревна Соломянская (1905—1981) — также участник Великой Отечественной войны (в составе отдельного зенитного артиллерийского дивизиона), лейтенант[18]; была замужем за химиком, журналистом и писателем Игорем Леонидовичем Орестовым (1903—1975).

## Фильмография (сценарист)
- 1955 — Судьба барабанщика (Киностудия им. Горького)
- 1958 — Сказка о Мальчише-Кибальчише (киностудия «Союзмультфильм»)
- 1958 — Военная тайна (Ялтинская киностудия)
- 1965 — Рикки-Тикки-Тави (киностудия «Союзмультфильм»)

Л. Л. Соломянская составила также диафильм «Сказка о военной тайне, Мальчише-Кибальчише и его твёрдом слове» (производство студии «Диафильм», 1957).

## Книги
- Самсонов Г., Соломянская Л. Иван Болотников. — Серия «Школьная историческая библиотека». — М.: Учпедгиз, 1948.
- Глязер С., Соломянская Л. Игры на столе. — М.: Молодая гвардия, 1949. — 166 с.
- Самсонов Г., Соломянська Л. Іван Болотніков. — Киев, 1949.
- Соломянская Л. Сказка о Мальчише-Кибальчише. Фильм-сказка (по А. Гайдару). — М.: Бюро пропаганды советского киноискусства, 1964. — 250 000 экз.
- Соломянская Л. Рикки-Тикки-Тави. Фильм-сказка (по Р. Киплингу). — М.: Бюро пропаганды советского киноискусства, 1971. — 300 000 экз.
- Соломянская Л. Л., Глязер С. В. Олимпиада во дворе, где живут «весёлые чижи». — М.: Физкультура и спорт, 1978.
- Соломянская Л. Л., Глязер С. В. Игры молодёжи (в 2-х выпусках). Серия «В помощь клубному работнику». — М.: Советская Россия, 1980 и 1981.